# Cromarty Firth
Cromarty Firth – wąska zatoka Morza Północnego, odnoga zatoki Moray Firth, u wschodniego wybrzeża hrabstwa Highland w Szkocji (Wielka Brytania). Wcina się w głąb lądu na odległość 30 km, rozdzielając półwysep Black Isle na południowym wschodzie od regionu Easter Ross na północnym zachodzie.
Głęboki, osłonięty od otwartego morza akwen stanowi naturalną przystań. W pierwszej połowie XX wieku w Invergordon mieściła się baza marynarki wojennej (Royal Navy), zamknięta w 1956 roku. Na dnie zatoki spoczywa wrak krążownika HMS „Natal”, który zatonął wraz z 405-osobową załogą w następstwie eksplozji w 1915 roku. W Nigg od 1972 roku znajduje się zakład produkcyjno-naprawczy platform wiertniczych.
Nad zatoką położone są miasta Cromarty (u wejścia), Invergordon, Alness i Dingwall.